# Mauropteron farinum
Mauropteron farinum là một loài ruồi trong họ Asilidae. Mauropteron farinum được Daniels miêu tả năm 1987. Loài này phân bố ở miền Australasia.